# Halle du marché de Pori
La Halle du marché de Pori (finnois : Porin kauppahalli) est une halle située au centre de Pori en Finlande.

## Description
À l'origine, la hale du marché comptait près de 90 magasins sur deux étages, mais aujourd'hui, il y en a moins de vingt. 
Une salle de bingo fonctionne dans la halle depuis 1974.

## Galerie

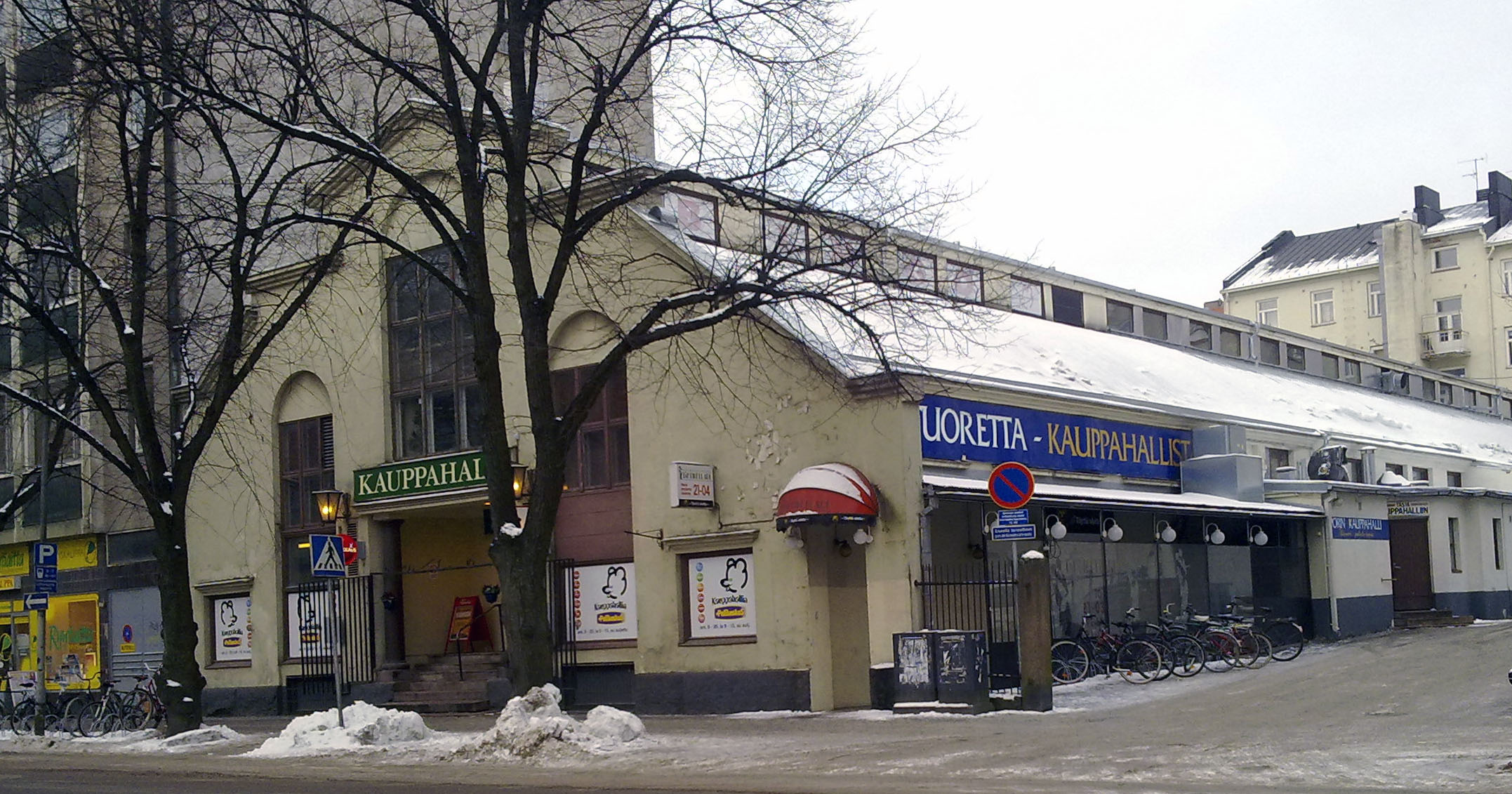
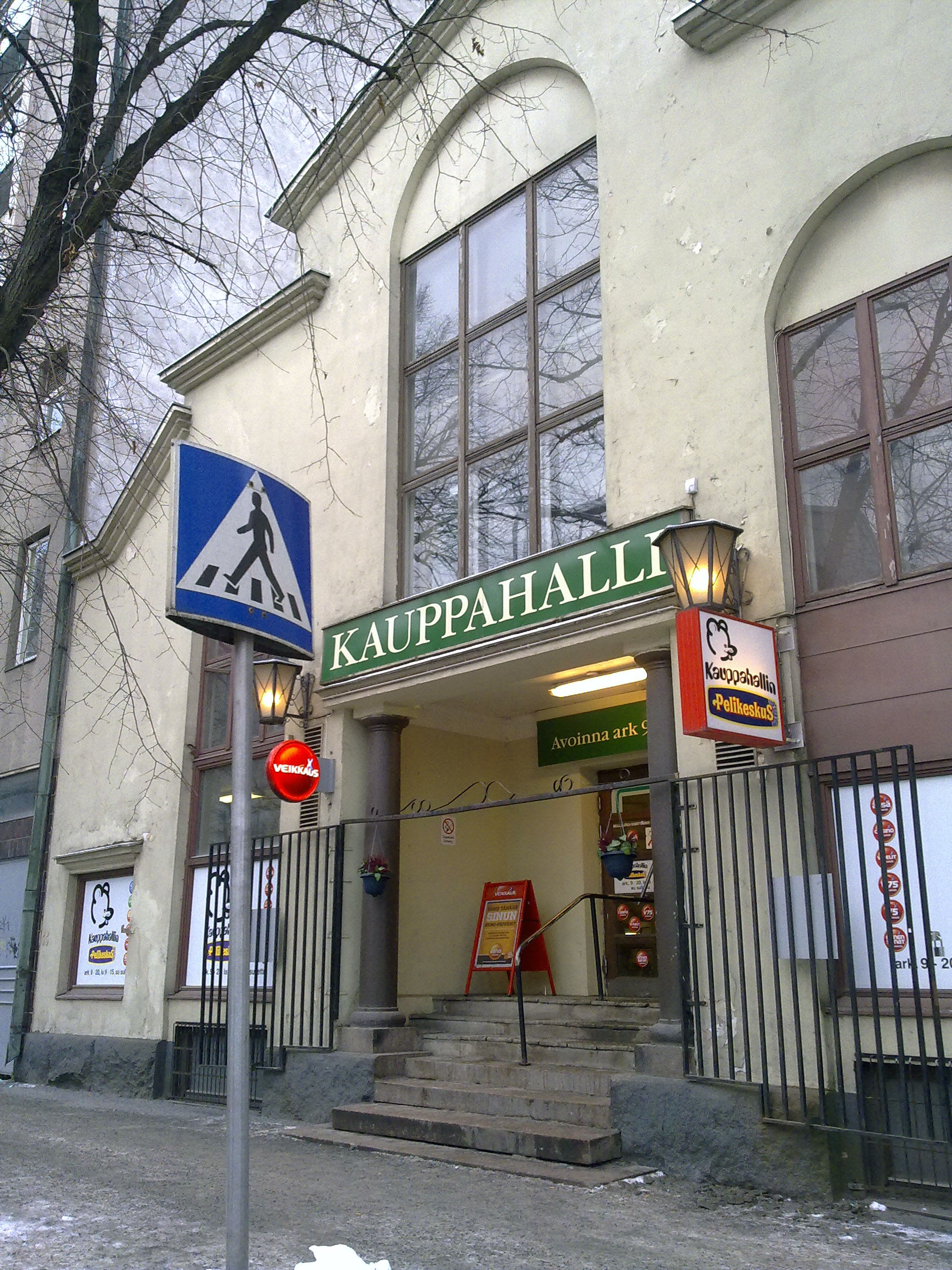